# SN 2006of
SN 2006of – supernowa typu Ia odkryta 29 października 2006 roku w galaktyce A003225-0103. W momencie odkrycia miała maksymalną jasność 21,50m.